# Comisión Nacional de Valores (Argentina)
La Comisión Nacional de Valores (CNV) es el organismo oficial que se encarga de la promoción, supervisión y control de los mercados de valores de toda la República Argentina. 
La CNV es un organismo autárquico actuante en la órbita del Ministerio de Economía. Concentra el control de todos los sujetos de la oferta pública de valores negociables, a fin de promover y fortalecer la igualdad de trato y de participación, creando mecanismos que permitan garantizar la eficaz asignación del ahorro hacia la inversión. La CNV es la encargada de otorgar la oferta pública, velando por la transparencia de los mercados y la correcta formación de precios en los mismos, así como la protección del público inversor.

## Origen
La Comisión Nacional de Valores fue creada por la Ley N.º 17 811, de julio de 1968, durante la presidencia de facto de Juan Carlos Onganía. 
En el año 2012 se sancionó durante el gobierno de Cristina Fernández de Kirchner la Ley 26 831 que sustituye la anteriormente aplicable N.º 17 811. La nueva normativa tiene por objetivos y principios fundamentales promover la participación en el mercado de capitales de los pequeños inversores, asociaciones sindicales, asociaciones y cámaras empresariales, organizaciones profesionales y de todas las instituciones de ahorro público, favoreciendo especialmente los mecanismos que fomenten el ahorro nacional y su canalización hacia el desarrollo productivo. Además de fortalecer los mecanismos de protección y prevención de abusos contra los pequeños inversores, en el marco de la función tuitiva del derecho del consumidor; promover el acceso al mercado de capitales de las pequeñas y medianas empresas; propender a la creación de un mercado de capitales federalmente integrado, a través de mecanismos para la interconexión de los sistemas informáticos de los distintos ámbitos de negociación, con los más altos estándares de tecnología; y fomentar la simplificación de la negociación para los usuarios y así lograr una mayor liquidez y competitividad a fin de obtener las condiciones más favorables al momento de concretar las operaciones. Además la Ley reúne a todas las Bolsas del país, en una sola entidad unificada.
En 2013 durante la presidencia de Cristina Fernández de Kirchner la CNV pasó a ser un organismo autárquico, bajo la órbita de la Secretaría de Finanzas del Ministerio de Economía y Finanzas Públicas.
En la actualidad, el marco normativo está establecido en la Nueva Ley de Mercado de Capitales N.º 26 831 (LMC), sancionada el 29 de noviembre de 2012 y publicada en el Boletín Oficial el 28 de diciembre, que ha venido a reformular el texto legal en la materia, quedando derogadas las normas anteriores, la Ley N.º 17 811 y el Decreto N.º 677/01, como así también otras disposiciones secundarias.

## Cambios con la Nueva Ley de Mercado de Capitales
- Habrá operadores financieros que cobrarán menos comisiones y un nuevo mercado más regulado por la CNV, que aumente la transparencia mayor regulación y fiscalización estatal en el ámbito de la oferta pública y la eliminación de la autorregulación de los mercados;[6][7]

- La actividad de cualquier sujeto en el régimen de la oferta pública requerirá el previo registro ante la CNV, y en ese marco la LMC utiliza la denominación de "agentes registrados" para individualizar las diferentes actividades alcanzadas que cubren los roles principales del Mercado de Capitales, las que se indican como actividades de negociación, de colocación, de distribución, de corretaje, liquidación y compensación, custodia y depósito colectivo de valores negociables, administración y custodia de productos de inversión colectiva, calificación de riesgos, y todas aquellas que a criterio de la CNV, corresponda registrar para el desarrollo de dicho Mercado;

- La interconexión y federalización de los mercados, con fuentes de ahorro institucional y con inversores individuales, fomentando una cultura hacía la inversión de los pequeños, medianos y grandes ahorristas en valores negociables para inversiones en la economía argentina;

- Tendrán más facilidades para llegar a la Bolsa los municipios, provincias y empresas chicas.

- La desmutualización y consiguiente favorecimiento de acceso a los mercados, eliminando la obligación de ser accionista para poder operar en los mismos;

- La unificación de los trámites de oferta pública y cotización, que quedan subsumidos en cabeza de la CNV;

- La simplificación de las condiciones de negociación, a los fines de una mayor competitividad y liquidez;

- La inclusión de las Universidades Públicas como agentes de calificación de riesgos;

- Normas tendientes a proteger a los pequeños inversores, promover el acceso de las PYMES y a propender a una ampliación del Mercado de Capitales incorporando nuevos actores;

- Normas dirigidas a jerarquizar la potestad de regulación y sanción de las conductas disvaliosas en el ámbito de la oferta pública y a una mayor transparencia en los procedimientos de control de las emisoras, mercados y agentes.

## Dirección
La dirección de la CNV está a cargo de un Directorio compuesto de cinco miembros designados por el Poder Ejecutivo Nacional. Duran cinco años en el ejercicio de sus cargos y son reelegibles. Deben ser personas de notoria idoneidad en la materia, por sus antecedentes o actividades profesionales.[cita requerida]
El actual Presidente del Directorio es Roberto Silva, designado en 2023.

Javier Milei, presidente de Argentina, enfrenta acusaciones de haber orquestado una estafa de criptomonedas, robando aproximadamente 90 millones de dólares a inversores. Tiene un historial de participación en estafas similares, como el plan Coin x War. Recientemente, promocionó una nueva criptomoneda llamada Libra, la cual despertó denuncias porn estafa, varios de los implicados admitieron que varios miembros del gabinete libertario y el mismo Javier Milei de haber recibido pedidos de pagos de coimas. La comisión se vio envuelta en controversia tras negarse a investigar el caso que involucraba al presidente, a su hermana Karina Milei, Agustín Laje, Manuel Adorni entre otros.